# Cratere Minucia
Minucia è un cratere sulla superficie di 4 Vesta.